# Схема Сакаи — Касахары
Схема Сакаи — Касахары (SAKKE) — личностная криптографическая система, предложенная Раучи Сакаи и Масао Касахара в 2003 году. Вместе со схемой Боне — Франклина, данный алгоритм является одной из немногих личностных схем, применяемых в индустрии. Является криптографическим приложением спаривания на эллиптических кривых и конечных полях. Доказательство безопасности схемы было изложено в 2005 году Ченом и Ченгом. Схема описана в Инженерном совете Интернета (RFC) RFC 6508.
В связи с тем, что данная схема является специфичным случаем личностной криптографии, основным вариантом её использования является возможность кому угодно зашифровать сообщение, зная только публичный идентификатор (например, e-mail) получателя. В данном ключе, алгоритм позволяет избавиться от необходимости пользователям обмениваться публичными сертификатами для шифрования.

## Описание схемы
Схема Сакаи — Касахара позволяет зашифровать сообщение {\displaystyle \mathbb {M} } для получателя с конкретным идентификатором {\displaystyle \textstyle I_{U}}. Таким образом, только пользователь с закрытым ключом {\displaystyle \textstyle K_{U}}, соответствующим {\displaystyle \textstyle I_{U}}, сможет расшифровать переданное сообщение.
Для реализации схемы необходимо, чтобы отправитель и получатель доверяли одному и тому же генератору закрытых ключей (ГЗК), который так же может называться системой управления ключами (KMS). Целью ГЗК является генерация приватного ключа {\displaystyle \textstyle K_{U}}, соответствующего публичному идентификатору {\displaystyle \textstyle I_{U}}. ГЗК должен сохранно и безопасно доставить закрытый ключ получателю, а также свой (зависящий от ГЗК) открытый параметр {\displaystyle \textstyle Z} всем участникам схемы. Данные действия не рассматриваются в определении самой схемы.

### Предварительные замечания
Схема использует две мультипликативные группы {\displaystyle \textstyle E} и {\displaystyle \textstyle G}. Предполагается, что:
- Задача Диффи — Хелмана[англ.], также известная как задача дискретного логарифмирования, тяжело решаема в {\displaystyle \textstyle E}. Это означает, что при данных элементах группы {\displaystyle \textstyle P} и {\displaystyle \textstyle Q}, вычислительно тяжело найти такой {\displaystyle \textstyle x}, что {\displaystyle \textstyle Q=xP}.
- Задача дискретного логарифмирования, тяжело решаема в {\displaystyle \textstyle G}. Это означает, что для двух элементов группы {\displaystyle g} и {\displaystyle t}, вычислительно сложно найти такой {\displaystyle \textstyle x}, что {\displaystyle \textstyle g^{x}=t}.
- Существует билинейное отображение — спаривание Тейта — Лихтенбаума {\displaystyle \textstyle e(,)} из {\displaystyle \textstyle E} в {\displaystyle \textstyle G}. Это означает, что для члена {\displaystyle \textstyle P} группы {\displaystyle \textstyle E} и для {\displaystyle \textstyle g=e(P,P)} из группы {\displaystyle \textstyle G} выполняется:

{\displaystyle \textstyle e(P,xP)=e(xP,P)=e(P,P)^{x}=g^{x}}
Зачастую {\displaystyle \textstyle E} является суперсингулярной эллиптической кривой, как, например, {\displaystyle \textstyle E:y^{2}=x^{3}-3x} (над конечным полем простого порядка {\displaystyle \textstyle p}). Генератор {\displaystyle \textstyle P} простого порядка {\displaystyle \textstyle q} выбирается из {\displaystyle \textstyle E}. Группа {\displaystyle \textstyle G} является образом группы, сгенерированной {\displaystyle \textstyle P}, с помощью спаривания (над расширением второй степени конечного поля с простым порядком {\displaystyle \textstyle p}).
Также необходимо наличие двух хэш-функций: {\displaystyle \textstyle H_{1}} и {\displaystyle \textstyle H_{2}}, таких, что:
- {\displaystyle \textstyle H_{1}} возвращает положительное целое число {\displaystyle \textstyle x}, удовлетворяющее {\displaystyle \textstyle 1<x<q}.
- {\displaystyle \textstyle H_{2}} возвращает {\displaystyle \textstyle n} битов, где {\displaystyle \textstyle n} является длиной сообщения {\displaystyle \mathbb {M} }.

### Генерация ключей
На вход ГЗК подаётся главный ключ {\displaystyle \textstyle z}, удовлетворяющий {\displaystyle \textstyle 1<z<q}, а также открытый ключ {\displaystyle \textstyle Z=zP}, являющимся элементом группы {\displaystyle \textstyle E}. Алгоритм вычисляет закрытый ключ {\displaystyle \textstyle K_{U}}, соответствующий {\displaystyle \textstyle ID_{U}} следующим образом:
{\displaystyle \textstyle K_{U}=({\frac {1}{z+H_{1}(ID_{U})}})P}

### Шифрование
Чтобы зашифровать неповторяющееся сообщение {\displaystyle \mathbb {M} }, отправителю необходимо знать идентификатор получателя {\displaystyle \textstyle ID_{U}} и открытый ключ генератора закрытых ключей {\displaystyle \textstyle Z}. Далее отправителю необходимо произвести следующие операции:
1. Вычилить {\displaystyle \textstyle id=H_{1}(ID_{U})}
2. Сгенерировать {\displaystyle \textstyle r}: {\displaystyle \textstyle r=H_{1}(\mathbb {M} ||id)}, где операция {\displaystyle \textstyle ||} является побитовым «или».
3. Сгенерировать точку {\displaystyle \textstyle R} в группе {\displaystyle \textstyle E}:
{\displaystyle \textstyle R=r((id)P+Z)}
4. Создать зашифрованное сообщение с помощью битовой маски:
{\displaystyle \textstyle S=\mathbb {M} \oplus H_{2}(g^{r})}
5. Зашифрованным сообщением является пара: {\displaystyle \textstyle (R,S)}

Обратите внимание на то, что сообщение не должно повторяться, так как при неизменном идентификаторе получателя алгоритм выдаст тот же шифротекст. Существует расширение протокола для случая, если сообщения потенциально могут повторяться.

### Дешифрование
Для того чтобы расшифровать сообщение, адресованное {\displaystyle \textstyle ID_{U}}, получателю необходимо знать закрытый ключ {\displaystyle \textstyle K_{U}}, сгенерированный ГЗК и открытое значение {\displaystyle \textstyle Z}. Процедура расшифровки сообщения состоит из следующих действий:
1. Вычислить {\displaystyle \textstyle id=H_{1}(ID_{U})}
2. Получить зашифрованное сообщение: {\displaystyle \textstyle (R,S)}.
3. Вычислить:
{\displaystyle \textstyle w=e(R,K_{U})}
4. Выделить сообщение:
{\displaystyle \textstyle \mathbb {M} =S\oplus H_{2}(w)}
5. Чтобы проверить полученное сообщение, нужно вычислить {\displaystyle \textstyle r=H_{1}(\mathbb {M} ||id)}. Сообщение достоверно тогда и только тогда, когда:
{\displaystyle \textstyle r((id)P+Z)\equiv R}

### Демонстрация корректности алгоритма
Данные равенства показывают корректность приведённого алгоритма:
{\displaystyle \textstyle w=e(R,K_{U})=e(r((id)P+Z),K_{U})=e(r((id)P+zP),K_{U})=e((r(id+z))P,K_{U})}
Благодаря билинейности отображения:
{\displaystyle \textstyle w=e((r(id+z))P,K_{U})=e((r(id+z))P,({\frac {1}{(id+z)}})P)=e(P,P)^{\frac {r(id+z)}{(id+z)}}=g^{r}}
В результате получаем:
{\displaystyle \textstyle S\oplus H_{2}(w)=(\mathbb {M} \oplus H_{2}(g^{r}))\oplus H_{2}(w)=\mathbb {M} }

## Стандартизация
С данным протоколом связаны два стандарта:
- Первоначальная стандартизация была произведена IEEE в 2006.[3]
- Схема была стандартизована IETF в 2012 году по RFC 6508. Алгоритм используется как часть протокола MIKEY_SAKKE, описанного в RFC 6509.